# Cukasa Hosaka
Cukasa Hosaka (japonsko 保坂 司), japonski nogometaš in trener, 3. marec 1937, Jamanaši, Japonska, † 21. januar 2018.
Za japonsko reprezentanco je odigral 19 uradnih tekem.